# Alfred Xuereb
Alfred Xuereb (Victoria, na ilha maltesa de Gozo, 14 de outubro de 1958) é um clérigo maltês, arcebispo e diplomata da Santa Sé. Ele foi o primeiro secretário privado do Papa Francisco até 2014 e secretário geral do Secretariado Econômico do Vaticano de 2014 a 2018.

## Vida
Xuereb estudou filosofia e teologia católica em Malta. Depois da ordenação em 1984, concluiu o doutorado na Pontifícia Faculdade Teresianum, onde em 1989 escreveu uma dissertação sobre O mistério pascal na vida cristã. Perspectivas bíblicas, litúrgicas e teológico-espirituais à luz dos ensinamentos do Vaticano II.
Retornou então ao ministério pastoral em sua pátria, mas foi chamado novamente a Roma em 1991 como Secretário do Reitor da Pontifícia Universidade Lateranense. A partir de 1995 trabalhou na Secretaria de Estado da Cúria Romana no Vaticano. Finalmente, desde 2000, ele serviu na Prefeitura da Casa Pontifícia. O Papa João Paulo II concedeu-lhe o título de Prelado Honorário Papal em 9 de setembro de 2003. Papa Bento XVI nomeou-o em 2007 para suceder Mieczysław Mokrzycki como segundo secretário privado ao lado de Georg Gänswein. Desde então, ele tem acompanhado o Papa em suas viagens. Xuereb foi empossado na Ordem de Malta em 2009.
Após a eleição do Papa Francisco, ele se tornou seu primeiro secretário particular em 2013. Em 28 de novembro de 2013, o Papa Francisco o nomeou como seu contato pessoal com as duas comissões papais para a instituição financeira do Vaticano IOR e a administração financeira da Santa Sé. Em 3 de março de 2014, foi nomeado Secretário da Secretaria para a Economia pelo Papa Francisco. Ele foi sucedido como primeiro secretário particular do Papa pelo argentino Fabián Pedacchio Leaniz, anteriormente o segundo secretário. Yoannis Lahzi Gaid tornou-se o segundo secretário. Em 26 de fevereiro de 2018, o Papa Francisco o nomeou arcebispo titular pro hac vice de Amantea e núncio apostólico na Coréia do Sul e na Mongólia. O próprio Papa doou-o e os simultaneamente nomeados José Avelino Bettencourt e Waldemar Stanisław Sommertag no dia 19 de março do mesmo ano a ordenação episcopal.